# Narration de recherche
Une narration de recherche est un type d'exercice de mathématiques apparu en France à la suite des travaux d'un groupe IREM (Institut de recherche sur l'enseignement des mathématiques) de Montpellier,,,, puis à Paris et Lyon.
Il consiste à poser un problème, dont l'énoncé est ouvert, et à demander à l'élève
- de chercher la solution à ce problème ;
- et surtout de raconter les détails de sa recherche.

L'évaluation de ce travail est basé non pas sur le fait d'avoir trouvé, ou pas, la solution (souvent difficile à obtenir dans toute sa généralité), mais sur la qualité de la narration, la richesse de la recherche, la capacité de l'élève à prendre du recul sur la consigne et sur sa recherche.
Les narrations de recherche s'utilisent du collège à l'université. Leurs objectifs principaux sont, suivant les publics et les niveaux :
- la prise de confiance en soi pour les élèves les plus en difficulté avec les mathématiques ;
- la prise de conscience de l'intérêt et de la difficulté à obtenir un résultat général, pour tous y compris les meilleurs élèves ;
- la prise de conscience de la difficulté à transmettre une expérience et une conviction, ce qui en fait un outil intéressant dans l'apprentissage de la démonstration (niveau collège et certaines sections de lycée essentiellement).

Des objectifs secondaires peuvent être :
- de faire réaliser des tâches complexes[7] ;
- de travailler sur la démarche spécifique des sciences en général et des mathématique en particulier ;
- d'entraîner les élèves au référencement et à la citation (en particulier au lycée, comme préparation aux TPE) ;
- et d'un point de vue purement centré sur l'enseignant :
  - de limiter la copie entre élèves pour les devoirs maison,
  - de conserver une fraîcheur de lecture à la correction, chaque devoir apportant son lot de recherches originales et/ou astucieuses.

Activité pédagogique marginale à sa naissance, elle a pris son essor depuis le début des années 2000 avec l'émergence d'une littérature, de stages de formation institutionnelle à l'attention des enseignants, ainsi qu'avec son introduction dans des manuels scolaires de collège.
Parmi les difficultés de mise en place, on peut citer un contrat didactique, souvent très différent du contrat usuel de la classe, que l'enseignant doit accepter et faire accepter par les élèves et les parents.